# Филипп Людвиг II (граф Ганау-Мюнценберга)
Филипп Людвиг II Ганау-Мюнценбергский (нем. Philipp Ludwig II. von Hanau-Münzenberg; 18 ноября 1576 — 9 августа 1612) — дворянин Священной Римской империи.

## Биография
Старший сын графа Филиппа Людвига I. Так как отец неожиданно скончался, когда старшему сыну было всего три года, для управления графством и опеки над несовершеннолетними детьми был создан регентский совет, в который вошли Иоганн VI (граф Нассау-Дилленбурга), Людвиг I Сайн-Витгенштейнский и Филипп IV (граф Ганау-Лихтенберга), которого в 1585 году заменил его сын Филипп V (граф Ганау-Лихтенберга). Ставшая вдовой мать в 1581 году вышла замуж вновь — за Иоганна VII Нассау-Зигенского, поэтому её дети оказались при нассау-зигенском дворе, являвшимся центром Реформации в германских землях. Новые идеи оказали на них большое влияние.
В 1596 году Филипп Людвиг II женился, и был признан совершеннолетним, хотя регентство над его младшим братом Альбрехтом продолжалось. Руководствуясь принципом «чья власть, того и вера», он установил кальвинизм в качестве официального вероисповедания в графстве. Кальвинизм в результате распространился везде, кроме нескольких деревень вблизи лютеранского Франкфурта-на-Майне, жители которых ходили на религиозные службы в «заграничный» город, и кондоминиумов, которыми графство Ганау-Мюнценберг владело на паях с Майнцским курфюршеством и в которых не имело права ничего менять.
Введение кальвинизма в местах, находящихся всего в половине дня пути от такого крупного торгового центра, которым был Франкфурт, сделало Ханау привлекательным местом для беженцев-кальвинистов из Франции и Южных Нидерландов; эти небедные люди были привлекательны для правителей в качестве источника налогов. В 1597 и 1604 годах граф заключил с беженцами два соглашения, согласно которым они получили большую долю самоуправления и основали «Новый Ханау» южнее уже существовавшего города. Это дало большой толчок экономическому развитию княжества. Также Филипп Людвиг II возродил в княжестве иудейскую общину, место для поселения которой было выбрано в районе южной стены старого города. Гетто не являлось частью ни одного из городов, а подчинялось административно непосредственно княжеству.
В 1610 году Филипп Людвиг II заключил с Иоганном Рейнхардом I, правившим графством Ганау-Лихтенберг, договор о наследовании, согласно которому в случае пресечения линии, правящей в одной из частей бывшего графства Ганау, соответствующее графство наследовалось линией, правящей в другом графстве. На тот момент казалось, что этот договор более выгоден графству Ганау-Мюнценберг, так как в тот момент в правящей там династии имелось несколько мужчин, в то время как в линии, правящей Ганау-Лихтенбергом — всего один. Возможно, именно этим объясняется то, что после заключения этого договора Иоганн Рейнхард получил несколько крупных займов (он очень нуждался в деньгах для содержания своего обширного двора). Договор был обновлён в 1618 году и утверждён императором.

## Семья и дети
Осенью 1596 года Филипп Людвиг II женился в Дилленбурге на Катарине Бельгике Оранской-Нассау. У них было десять детей:
1. Шарлотта Луиза (1597—1649), не была замужем
2. дочь (29 июля 1598 — 9 августа 1598), умерла некрещённой
3. Филипп Ульрих (2 января 1601 — 7 апреля 1604)
4. Амалия Елизавета (1602—1651), была помолвлена с Альбрехтом Яном Смиржицким, с 1619 года жена Вильгельма V, ландграфа Гессен-Касселя
5. Катарина Юлиана (1604—1668), 1-й муж (с 11 сентября 1631) — граф Альберт Отто II Сольмс-Лаубах, 2-й муж (с 31 марта 1642) — Мориц Кристиан фон Вид-Рункель
6. Филипп Мориц (1605—1638), унаследовавший титул
7. Вильгельм Рейнхард (1607—1630), похоронен в церкви Святой Марии в Ханау
8. Генрих Людвиг (1609—1632) погиб при осаде Маастрихта
9. Фредерик Людвиг (27 июля 1610 — 4 октября 1628), похоронен в семейном склепе герцогов Бульонских в Седане
10. Якоб Иоганн (1612—1636), похоронен в соборе Святого Николая в Страсбурге